# Isleños del estrecho de Torres
Los isleños del estrecho de Torres son los indígenas originarios de las islas del estrecho de Torres, en Queensland, Australia. Constituyen un pueblo melanesio culturalmente relacionado con los aborígenes de las zonas costeras de Papúa Nueva Guinea. Se los considera diferentes a los otros aborígenes australianos y a menudo son citados de manera separada.

## Demografía

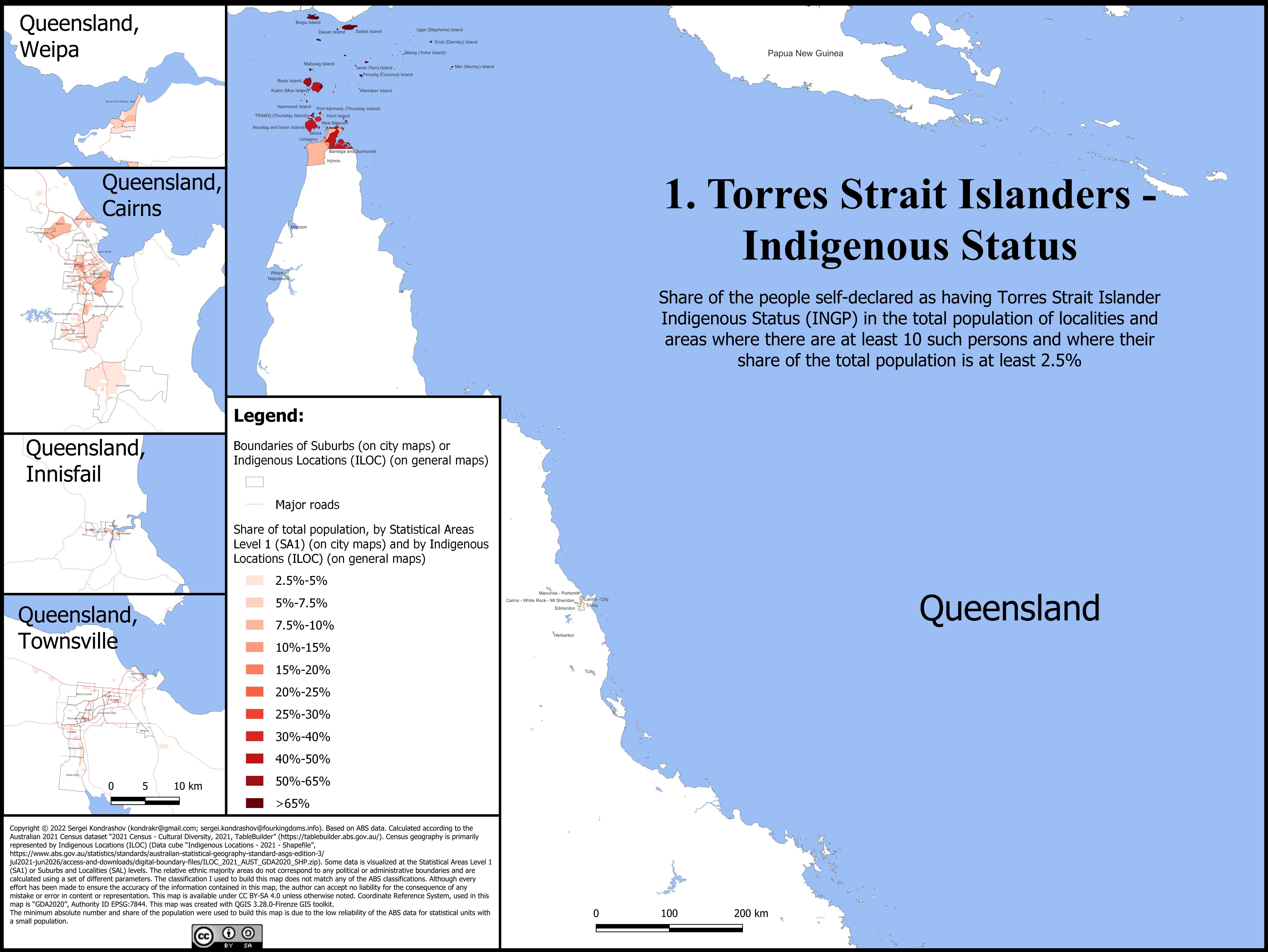
Distribución geográfica de la población indígena del estrecho de Torres.

De las 133 islas, sólo 38 están habitadas. Las islas son únicas desde el punto de vista cultural, y se distinguen mucho de sus vecinas Papúa Nueva Guinea, Indonesia y las islas del Pacífico. En la actualidad, las islas son multiculturales, ya que a lo largo de los años han atraído a comerciantes asiáticos y de las islas del Pacífico a las industrias del beche-de-mer, el nácar y la concha de troco.
El censo australiano de 2021 contabilizó 4124 personas viviendo en las islas, de las cuales el 90,6 % eran isleños del estrecho de Torres y/o aborígenes australianos. El 86.7 % de la población se identificaba como isleño del estrecho de Torres (3577); el 16,9 %, como aborigen australiano; el 6,6 %, como papúa neoguineano; el 2,3 %, como otro australiano, y el 1,8 %, como inglés, etc.
Las personas que se identificaban como descendientes de isleños del estrecho de Torres en el conjunto de Australia en el censo de 2021 representaron el 4,2 % de los que se identificaron de origen indígena (39 538), mientras que las que tenían tanto ascendencia isleña del estrecho de Torres como aborigen conformaron otro 4,4 % (42 516).

## Etnicidad
Los isleños del estrecho de Torres son de ascendencia predominantemente melanesia, distintos de los australianos aborígenes del continente y de algunas otras islas australianas, y comparten algunos rasgos genéticos y culturales con los habitantes de Nueva Guinea.
La estrella de cinco puntas de la bandera nacional representa a los cinco grupos culturales; según otra fuente, originalmente representaba a los cinco grupos de islas, pero en la actualidad (desde 2001) representa a las cinco principales divisiones políticas.
Los isleños precoloniales no eran un grupo homogéneo y hasta entonces no se consideraban un solo pueblo. Tienen vínculos con los habitantes de Papúa Nueva Guinea, ya que varias islas están mucho más cerca de Papúa Nueva Guinea que de Australia, así como con el extremo norte del cabo York, en el continente australiano.
En general, las fuentes coinciden en que existen cinco divisiones geográficas y/o culturales distintas, pero las descripciones y los nombres de los grupos difieren ampliamente.
- Encyclopaedia Britannica: las islas orientales (islas Meriam o Murray), las occidentales superiores (Guda Maluilgal), las occidentales cercanas (Maluilgal), las centrales (Kulkalgal) y las interiores (Kaiwalagal).[8]
- Multicultural Queensland 2001 (una publicación del Gobierno de Queensland): pueden distinguirse cinco grupos, basados en diferencias lingüísticas y culturales, y también relacionados con sus lugares de origen, tipo de zona de asentamiento y relaciones de larga duración con otros pueblos. estas naciones son: Saibailgal (isleños del oeste superior), Maluilgal (isleños del medio oeste), Kaurareg (isleños del oeste inferior), Kulkalgal (isleños del centro) y Meriam Le (isleños del este).[9]
- Torres Shire Council (área de gobierno local, Gobierno de Queensland): Cinco grandes grupos de islas: el Grupo Occidental Superior (Boigu, Dauan y Saibai), el Grupo Occidental Cercano (Badu, Mabuiag y Moa), el Grupo Central (Yam, Warraber, Coconut y Masig), el Grupo Oriental (Murray, Darnley y Stephen) y el Grupo TI (Thursday, Tabar , Horn, Hammond, Prince of Wales y Friday).[5]

Entre los grupos etnolingüísticos figuran:
- Los badu, basados en la isla Badu del centro-oeste.
- Kaurareg, isleños del oeste inferior, basados en el grupo Muralag (isla Prince of Wales).
- Pueblo mabuiag (o mabuygiwgal), repartido por varias islas.
- Pueblo meriam, que vive en varias islas orientales interiores, entre ellas la isla Murray (también conocida como isla Mer) y la isla Tabar.

## Lenguas

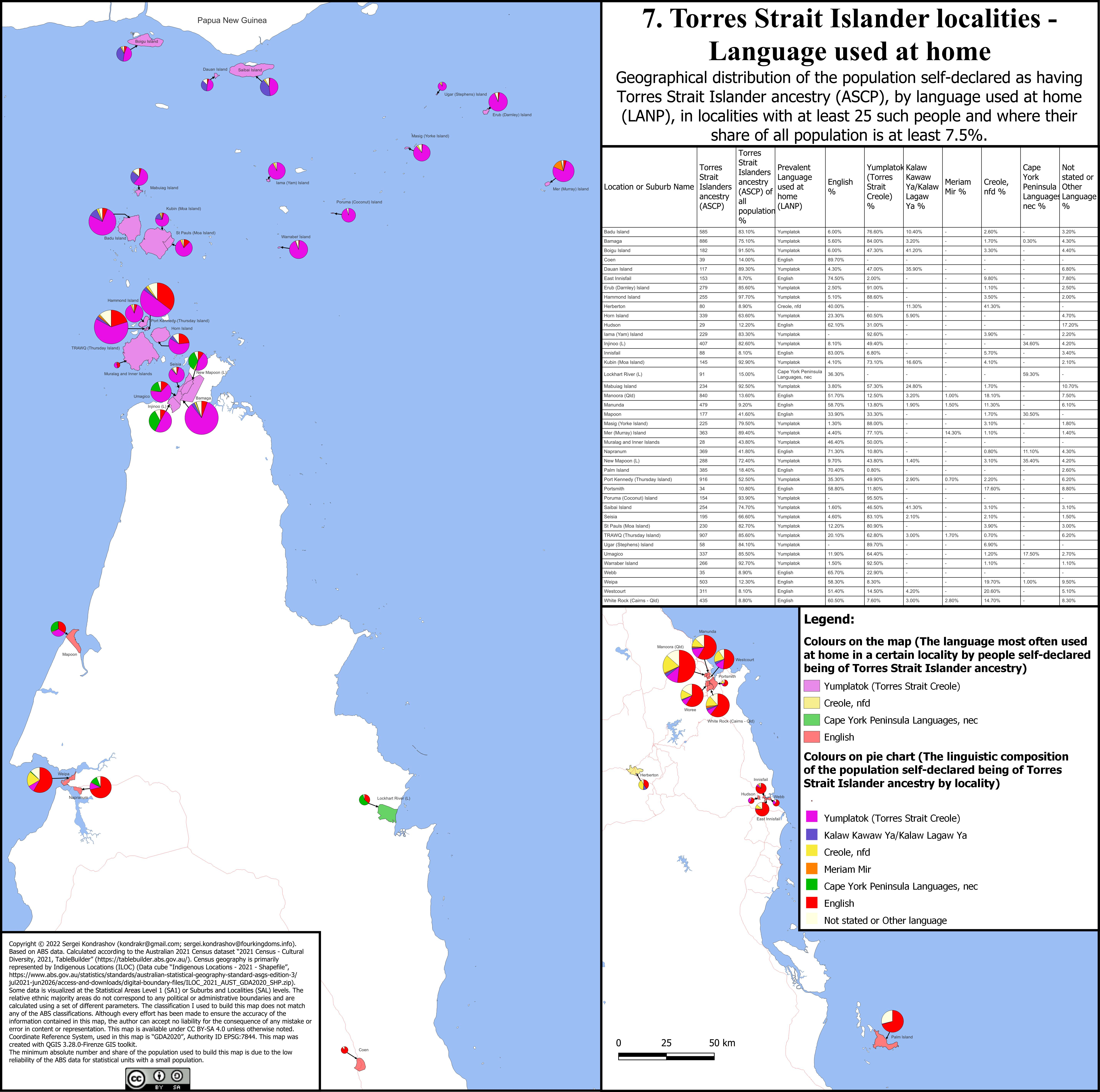
Lenguas utilizadas en casa por los isleños del estrecho de Torres en localidades con una proporción significativa de población isleña del estrecho de Torres.

En las islas se hablan dos lenguas indígenas distintas, además de una lengua criolla.
La lengua occidental-central del estrecho de Torres, o kalaw lagaw ya, se habla en las islas suroccidentales, occidentales, septentrionales y centrales; puede distinguirse otro dialecto, el kala kawa ya (occidental superior y occidental). Pertenece a la familia de lenguas pama-nyungan de Australia.
El meriam mir se habla en las islas orientales. Es una de las cuatro lenguas trans-Fly orientales, las otras tres se hablan en Papúa Nueva Guinea.
También se habla el criollo del estrecho de Torres (yumplatok), una lengua criolla basada en el inglés.

## Cultura
Las pruebas arqueológicas, lingüísticas y de historia popular sugieren que el núcleo de la cultura isleña es papú-austronesio. Durante mucho tiempo han sido agricultores (como demuestran, por ejemplo, las plantaciones de tabaco de la isla de Aureed) y se han dedicado a la caza y la recolección. Dugongos, tortugas, cangrejos de río, cangrejos, crustáceos, peces de arrecife y frutas y verduras silvestres se cazaban y recolectaban tradicionalmente y siguen siendo una parte importante de su estilo de vida de subsistencia. Los alimentos tradicionales desempeñan un papel importante en las ceremonias y celebraciones, incluso cuando no viven en las islas. La caza del dugongo y la tortuga, así como la pesca, se consideran una forma de continuar la tradición isleña de estar estrechamente asociada al mar. Las islas tienen una larga historia de comercio e interacciones con exploradores de otras partes del mundo, tanto del este como del oeste, que ha influido en su estilo de vida y su cultura.
Los indígenas del estrecho de Torres tienen una cultura propia que presenta ligeras variantes en las distintas islas donde viven. Las prácticas culturales comparten similitudes con la cultura aborigen australiana y papú. Históricamente, tienen una tradición oral, con historias transmitidas y comunicadas a través de canciones, danzas y representaciones ceremoniales. Como pueblo marinero, el mar, el cielo y la tierra ocupan un lugar destacado en sus historias y su arte.

### Arte

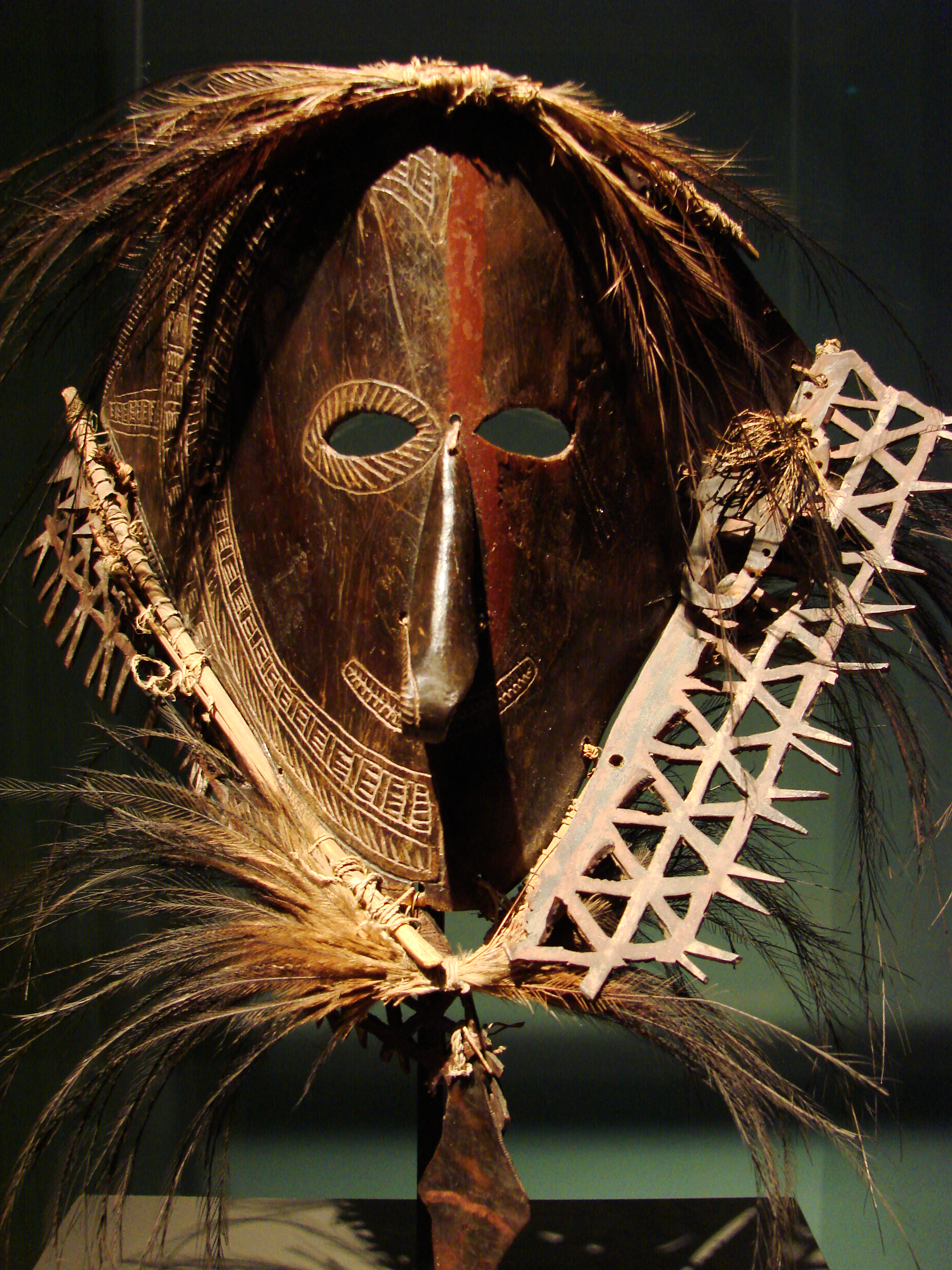
Máscara facial ritual de una isla del estrecho de Torres.

La mitología y la cultura, profundamente influidas por el océano y la vida natural que rodea las islas, siempre han inspirado las formas artísticas tradicionales. Destacan las tortugas, los peces, los dugongos, los tiburones, las aves marinas y los cocodrilos de agua salada, considerados seres totémicos.
Los isleños del estrecho de Torres son la única cultura del mundo que fabrica máscaras de caparazón de tortuga, conocidas como krar (caparazón de tortuga) en las islas occidentales y le-op (rostro humano) en las orientales.
Entre las formas artísticas destaca el wame (alt. wameya), muchas figuras de cuerda diferentes.
Los elaborados tocados o dhari (también se escribe dari), como los que aparecen en la bandera de los isleños del estrecho de Torres, se crean para danzas ceremoniales.
Las islas tienen una larga tradición en la talla de madera, la creación de máscaras y tambores, y el tallado de elementos decorativos en estos y otros objetos de uso ceremonial. A partir de los años setenta, los jóvenes artistas iniciaron sus estudios al mismo tiempo que se producía una importante reconexión con los mitos y leyendas tradicionales. Las publicaciones de Margaret Lawrie, Myths and Legends of the Torres Strait (Mitos y leyendas del Estrecho de Torres, 1970) y Tales from the Torres Strait (Cuentos del Estrecho de Torres, 1972), que revivían historias prácticamente olvidadas, ejercieron una gran influencia en los artistas.

### Música y danza
Para los isleños del estrecho de Torres, cantar y bailar es su «literatura», «el aspecto más importante del estilo de vida del estrecho de Torres». Los isleños del estrecho de Torres conservan y presentan su historia oral a través de canciones y danzas;... las danzas actúan como material ilustrativo y, por supuesto, el propio bailarín es el narrador» (Ephraim Bani, 1979). Hay muchas canciones sobre el clima; otras sobre los mitos y leyendas; la vida en el mar y los dioses totémicos; y sobre acontecimientos importantes. «La danza y sus movimientos expresan las canciones y actúan como material ilustrativo».
La danza es también una importante forma de expresión creativa y competitiva. Los «aparatos de danza» (objetos mecánicos que se mueven con las manos), los aplaudidores y los tocados (dhari/dari) realzan los espectáculos de danza. Los artefactos de danza utilizados en las representaciones ceremoniales están relacionados con las tradiciones isleñas y la identidad de los clanes, y cada grupo insular tiene sus propias representaciones.

### Deportes
El deporte es muy popular entre los isleños del estrecho de Torres y la comunidad cuenta con muchas estrellas del deporte australiano e internacional. Los acontecimientos deportivos reúnen a personas de las distintas islas y ayudan a conectar el estrecho de Torres con Australia continental y Papúa Nueva Guinea. El rugby league es especialmente popular, e incluye el torneo anual «Island of Origin» entre equipos de distintas islas. También es muy popular el baloncesto.

### Religión y creencias
El pueblo sigue teniendo sus propios sistemas de creencias tradicionales. Las historias de los Tagai, su sistema de creencias espirituales, representan a los isleños del estrecho de Torres como gente del mar, con una conexión con las estrellas, así como un sistema de orden en el que todo tiene su lugar en el mundo. Siguen las instrucciones de los tagai.

Una historia de los tagai representa a un hombre de pie en una canoa. En la mano izquierda lleva una lanza de pesca que representa la Cruz del Sur. En la derecha, un sorbi (fruta roja). En esta historia, el Tagai y su tripulación de 12 personas se preparaban para un viaje, pero antes de comenzarlo, la tripulación consumió toda la comida y bebida que tenían previsto llevar. Así que el Tagai ensartó a la tripulación en dos grupos de seis y los arrojó al mar, donde sus imágenes se convirtieron en patrones de estrellas en el cielo. Estos patrones pueden verse en las constelaciones estelares de las Pléyades y Orión.

Algunos isleños del estrecho de Torres comparten creencias similares a las de los pueblos aborígenes como El Sueño, que se transmiten por vía oral.